# Habenaria alterosula
Habenaria alterosula là một loài thực vật có hoa trong họ Lan. Loài này được Snuv. & Westra mô tả khoa học đầu tiên năm 1981.